# Yozgat-tábla
A Yozgat-tábla (más változatban Yuzgat) a törökországi Yozgat tartományban, Hattuszasztól 30 km-re délkeletre előkerült hettita szövegemlék, egy mitológiai kiseposz töredéke. A mítosz ismeretes még a „Napisten eltűnése (és visszatérése)” címen is, hasonlóan a Telipinusz eltűnése mítoszhoz. Első publikációja Archibald Henry Sayce és Theophilus Goldridge Pinches nevéhez fűződik, 1907-ben a Royal Asiatic Society kiadásában.

## Jellemzői
A hettita szövegek katalógusa a CTH#323-as számon tartalmazza. Az első, 1907-ben megtalált töredék jelenleg a 323.1.A, mivel további két töredék is előkerült, a 323.1.B és 323.2.A számúak. A 323.2.A önmagában is három apró táblatöredékből áll, amelyek közül az egyik nehezen olvasható. A 323.1.B három nagyobb tábladarab. Forráskiadásai a VBoT 58, KBo 25.107, KUB 36.44 és 53.20. A korábban 323.3 számú töredék ma már a 403.4.B számot viseli, mert kiderült, hogy nem ehhez a történethez tartozik.
A dokumentum legnagyobb része egy darab nagy méretű – körülbelül 164×104 mm-es, szabálytalan alakban törött – táblán maradt meg, ez a 323.1.A. Finomszemcséjű agyagból készült, jól kiégetett darab. 45 – többé-kevésbé teljes – sornyi írást tartalmaz. A karakterek kicsik, 2–5 mm-es magasságúak, így nagy mennyiségű szöveget írtak a viszonylag kis felületre. Eredeti mérete 310×210 mm körül lehetett.

## Tartalma
Az eltűnő és megjelenő istenek mítoszai gyakoriak az ókori Keleten. A Telipinusz eltűnése című mítoszhoz hasonlóan ezt is nevezik időnként „A Napisten(nő) eltűnése” címen. Általában a termékenységgel kapcsolatos istenek játszanak ilyen szerepet, ami az évszakok változására, a tavaszi megújulásra utal. E sorba beillik a Napisten is. A „Tenger lányát”, DUTU (𒀭𒌓) Arinna istennőjét a Napisten elrabolja. Az istennő
az apját, a Tengert (Arunasz) kéri, hogy szabadítsa ki a rabságból. A Tenger erre levarázsolja az égből a Napistent, vagyis az leesik az égből, mint Kaszku.
Erre éhínség támadt. Nemcsak a földön, de az istenek között is. Ekkor Hahhima, a Fagy eltünteti az összes nagy istent, akik a Nap keresésére indultak. A szöveg itt megszakad, így a mítosz vége ismeretlen. A Nap – nagy valószínűséggel – visszakerült a helyére. Az eposz kolofonja szerint „könyörgés a Napistenhez és Telipinuszhoz” – a másik eltűnő termékenységistenhez. Így felmerül, hogy valójában nem is mítosz, még kevésbé eposz, hanem a napfordulós rituálékhoz, a KI.LAM és/vagy purulijasz fesztiválokhoz kapcsolódó, nyilvánosan előadott mű. A történet igen hasonló a Telipinusz és a Tengeristen leánya című mítoszhoz.

## A szöveg
| A hettita szöveg első öt szakasza (összesen 22+2 szakasz) |
| --- |
| CTH323.1 1§ (1) [ ... ]⌐am-me-el¬ ×[ _ _ (_) ]×[ ... ] (2) [ ... ta]r-aš-ke-ez-zi (3) ma-⌐a-an¬ [A-N]A d⌐IM¬ ×[ ... ] (4) [ ... na]-ak-ki-iš dUTU-uš DU[MU]-ŠU (5) nu-za ma-a-an wa-a[l- ... ] [ ... ]×[ _ (_) ]× (6) nu wa-ar-šu-la-aš-te-eš a[m-m]e-el kat-ta u-wa-ru […] 2§ (7) [ ... dUT]U?-un e-⌐ep¬-mi (8) na-an mu-un-na-a-mi (9) nu ku-it i-e-ez-zi dIM-⌐aš¬ (10) [ ... -a]ḫ-ḫi (11) ma-a-ne-ez wa-al-lu-uš-ki-u-an da-i-e-er (12) a-ru-na-ša DUMU.MUNUS-aš [ne-pí-ša-a]z ḫal-za-iš (13) na-an a-ru-na-aš iš-ta-ma-aš-t[a] (14) nu-za a-ru-na-aš DUGḪAB.ḪAB-a[n ... ] [ ... ]× ḫal-ḫal-da-a-ni-iš-ši da-iš (15) nu ku-wa-pí dUTU-uš mu-mi-e-ez-zi […] (16) [ ... ]-⌐i-ku¬ ḫa-ap-pé-e-ni-ik-ku GIŠ-i-ik-ku ḫa-aḫ-ḫa-li-ik-ku ⌐mu-mi-e-ez-zi¬ (17) [ ... ]× ik-ša-a-i-iš-ke-et-t[a] 3§ (18) [a-ru-n]a-aš dUTU-i tar-aš-ke-ez-zi (19) ki-i-wa-at-ta ku-it ×[ ... ] (20) [ ... ] dUTU-uš a-ru-ni an-ta-ga-aš-ša pa-it (21) na-aš DUGḪA[B.ḪAB ... ] [ ... ] DUḪ.LÀL ga-ri-e-et (22) še-ra nam-ma URUDU-an iš-ta-a[p- ... ] (23) [nu ... te]-⌐e¬-et (24) wa-al-lu-uš-ki-id-du-ma-at-wa-za (25) ku-it-ma-a[n ... ] [ ... -š]a-a-i (26) a-ru-na-ša ŠA DUMU.MUNUS-ŠU ⌐a?¬-× ×[ ... ] (27) [ ... ]-ḫu-wa-an-za MUNUS-za A-NA d⌐IM¬[ ... ] (28) [ ... ]× ⌐ḪUR.SAG¬ [ ... ] [ ... ku]-⌐in ša¬-ga-in ⌐i-ya¬-[an-zi] 4§ (29) [ ... t]u-el DUMUMEŠ-KA ta[r?- ... ] (30) [ ... -z]i (31) dIM-aš A-NA [ ... DA]M?-ŠU me-m[i-iš-ta] (32) [ ... ]× (33) nu-wa-ra-at-mu te-et (34) ×[am-me-el ... ] [ _ _ _ DU]MUMEŠ-YA (35) ták-ku LÚ-iš ku-na-an-za (36) n[a?-an a-a]p?-p[a? ... ḫu-iš-nu-an-zi] (37) [ta-ak-ku G]U4-⌐uš¬ UDU-uš ku-na-an-za (38) na-⌐an¬ a-ap-⌐pa¬ ḫu-iš-n[u-an-zi] (39) [tu-e-e]l-l[a] DUMU⌐MEŠ¬-KA ku-in ša-ga-⌐in¬ i-ya-an-zi (40) ḫa-a[ḫ-ḫi-ma-aš] ut-⌐ne¬-e ḫu-⌐u¬-ma-an ti-nu-ut (41) ⌐ú¬-i-da-a-ar ḫa-at-nu-⌐ut¬[…] (42) ḫa-aḫ-ḫi-ma-aš GAL-iš (43) ḫu-wa-an-ti A-NA ŠEŠ-ŠU tar-aš-ke-ez-zi […] (44) ḪUR.SAGMEŠ-aš ú-i-da-a-ar GIŠKIRI6ḪI.A ú-e-el-[l]u (45) nu tu-el […] [w]a-ar-šu-la-aš-te!?-⌐eš?¬ pa-iš-ga-ta-ru (46) nu-uš le-e ti-in-nu-⌐zi¬[…] 5§ (47) nu ÚḪI.A-an KUR.KURMEŠ GU4ḪI.A UDUḪI.A UR.GI7ḪI.A ŠAḪḪI.A ti-⌐in¬-[nu-ut] (48) DUMUMEŠ kar!-ta-aš-ma ḫal-ki-uš [Ú-U]L ti-in-nu-⌐zi¬ (49) ták-ku-aš t[i-in-nu-zi] (50) nu-ma-aš-ta an-dur-za UZU!⌐ap!¬-[pu]-uz-zi-ya-an-za ḫar-zi (51) ×[ ...? ] (52) nu-uš Ú-UL ti-in-nu-zi (53) ma-a-an ku-it-ta ḫu-u-ma-an [tinnut] (54) a-pa-a-ša pa-it dIM-ni te-et (55) ki-i ku-it ki-ša-a[t] (56) [ ...? ] a-ši ḫa-aḫ-ḫi-ma-aš at-ti-iš-ši an-ni-iš-ši te-ez-zi […] (57) ki-i az-zi-ik-ki-ta-ni ak-ku-uš-ki-it-ta-ni […] (58) kap-pu-wa-at-tén-ma-wa-za Ú-UL ku-it-ki (59) LÚSIPA.UDU LÚSIPA.⌐GU4¬[ ... ] (60) ⌐a¬-pa-a-ša ut-ne-e ti-in-nu-ut (61) dIM-ša Ú-UL ša-a-ak-k[i] |